# 그랑드조라스
그랑드조라스(프랑스어: Grandes Jorasses)는 알프스산맥의 몽블랑(Mont Blanc) 산괴에 위치한 산으로 높이는 4,208m이다. 프랑스 오트사부아주와 이탈리아 발레다오스타주 사이에 위치한다.
그랑드조라스에는 6개의 봉우리가 있는데 동쪽에서 서쪽으로 워커 봉(Pointe Walker, 높이 4,208m), 휨퍼 봉(Pointe Whymper, 높이 4,184m), 크로즈 봉(Pointe Croz, 높이 4,110m), 엘레나 봉(Pointe Elena, 높이 4,045m), 마르게리타 봉(Pointe Margherita, 높이 4,065m), 영 봉(Pointe Young, 높이 3,996m)이 위치한다. 그랑드조라스의 북벽은 마터호른 산, 아이거 산의 북벽과 함께 알프스산맥의 3대 북벽으로 불린다.
1865년 6월 24일 영국의 탐험가 겸 산악인인 에드워드 휨퍼(Edward Whymper)가 그랑드조라스의 서쪽 봉우리를 처음으로 등정했으며 1868년 6월 30일에는 영국의 산악인인 호러스 워커(Horace Walker)가 그랑드조라스의 동쪽 봉우리를 처음으로 등정했다.